# Rio Women's Pro
O Rio Women's Pro é um evento do ASP World Tour. Esse evento acontece na Praia do Pepê, Rio de Janeiro e é disputada atualmente por 18 surfistas, valendo 10,000 pontos no ranking ao seu campeão nesses últimos anos.

## Campeãs
Ref.
| Campeãs |                   |        |                   |        |
| Ano     | Campeã            | Pontos | Vice              | Pontos |
| 2008    | Melanie Bartels   | ----   | Sofia Mulanovich  | ----   |
| 2011    | Carissa Moore     | 14.87  | Sally Fitzgibbons | 13.80  |
| 2012    | Sally Fitzgibbons | 14.10  | Coco Ho           | 14.03  |
| 2013    | Tyler Wright      | 17.80  | Sally Fitzgibbons | 15.67  |
| 2014    | Sally Fitzgibbons | 16.27  | Carissa Moore     | 14.67  |
| 2015    | Courtney Conlogue | 14.50  | Bianca Buitendag  | 11.10  |